# Calophyllum thorelii
Calophyllum thorelii är en tvåhjärtbladig växtart som beskrevs av Jean Baptiste Louis Pierre. Calophyllum thorelii ingår i släktet Calophyllum och familjen Calophyllaceae. Inga underarter finns listade i Catalogue of Life.